# Stjepan Zlatarić (prosvjeta)
Stjepan Zlatarić, hrvatski prosvjetar
Iz okupirane hrvatske Baranje hrvatski su prognanici završili u Mađarskoj. Zlatarić je najzaslužnija osoba za osnivanje hrvatske škole u Mađarskoj, odmah po dolasku prognanika.
Predsjednik Republike Hrvatske odlikovao ga je 1999. Redom Danice hrvatske s likom Antuna Radića za osobite zasluge u prosvjeti.